# Joseph Odoi
Joseph Odoi (ur. 23 września 1968) – ghański piłkarz grający na pozycji obrońcy. W swojej karierze grał w reprezentacji Ghany.

## Kariera klubowa
W swojej karierze piłkarskiej Appau grał w klubie Accra Hearts of Oak SC.

## Kariera reprezentacyjna
W reprezentacji Ghany Odoi zadebiutował w 1984 roku. W tym samym roku został powołany do kadry na Puchar Narodów Afryki 1984. Na tym turnieju zagrał w trzech meczach grupowych: z Nigerią (1:2), z Algierią (0:2) i z Malawi (1:0).